# Albtäler-Radweg
Der Albtäler-Radweg ist ein 186 Kilometer langer Radfernweg in Baden-Württemberg. Der Rundkurs führt durch acht Täler der Schwäbischen Alb. Der Albtäler-Radweg gehört seit 2020 zu den Landesradfernwegen Baden-Württemberg.

## Streckenverlauf
Der Albtäler-Radweg führt vom Lonetal nach einem kurzen Anstieg ins Donautal. Der Weg verlässt bei Rammingen das Donautal und verläuft dann wieder über das Lonetal ins Brenztal. Bei Giengen erreicht man die Brenz-Schleife – Eselsburger Tal genannt. Über die Kuppenalb gelangt man in das Roggental. Die Route führt weiter über Geislingen ins Eybachtal und Filstal. Nach Wiesensteig kommt die größte Steigung des Rundkurs, um in Westerheim den höchsten Punkt der Tour zu erreichen. Von da an geht es – mit moderaten Zwischenanstiegen – über Laichingen und Merklingen bergab zum Ausgangspunkt.

## Alternativer Streckenverlauf für Rennradfahrer
Es gibt zusätzlich eine etwas angepasste Route für Rennrad-Fahrer. Diesen wird empfohlen, nicht der Beschilderung zu folgen, sondern mit Karte oder GPS zu fahren. Die alternative Route hat eine Länge von 179 km.

## Sehenswürdigkeiten am Streckenverlauf
- Amstetten: Bahnstrecke Amstetten–Gerstetten
- Breitingen: Schönrainmühle, Höhlenformation Fohlenhaus
- Langenau: Museum für Ur- und Frühgeschichte
- Lindenau: Geopark-Infostelle Höhle des Löwenmenschen
- Stetten: Archäopark mit Vogelherdhöhle
- Hürben: HöhlenErlebnisWelt mit Charlottenhöhle
- Giengen: Steiff Museum
- Herbrechtingen: Steinerne Jungfrauen im Eselsburger Tal
- Gerstetten: Riff- und Eisenbahnmuseum
- Geislingen: Ruine Helfenstein
- Bad Überkingen: Thermalbad
- Deggingen: Kapuzinerkloster und Wallfahrtskirche Ave Maria
- Bad Ditzenbach: Thermalbad
- Laichinger Tiefenhöhle, Schertelshöhle